# 사포 국립공원

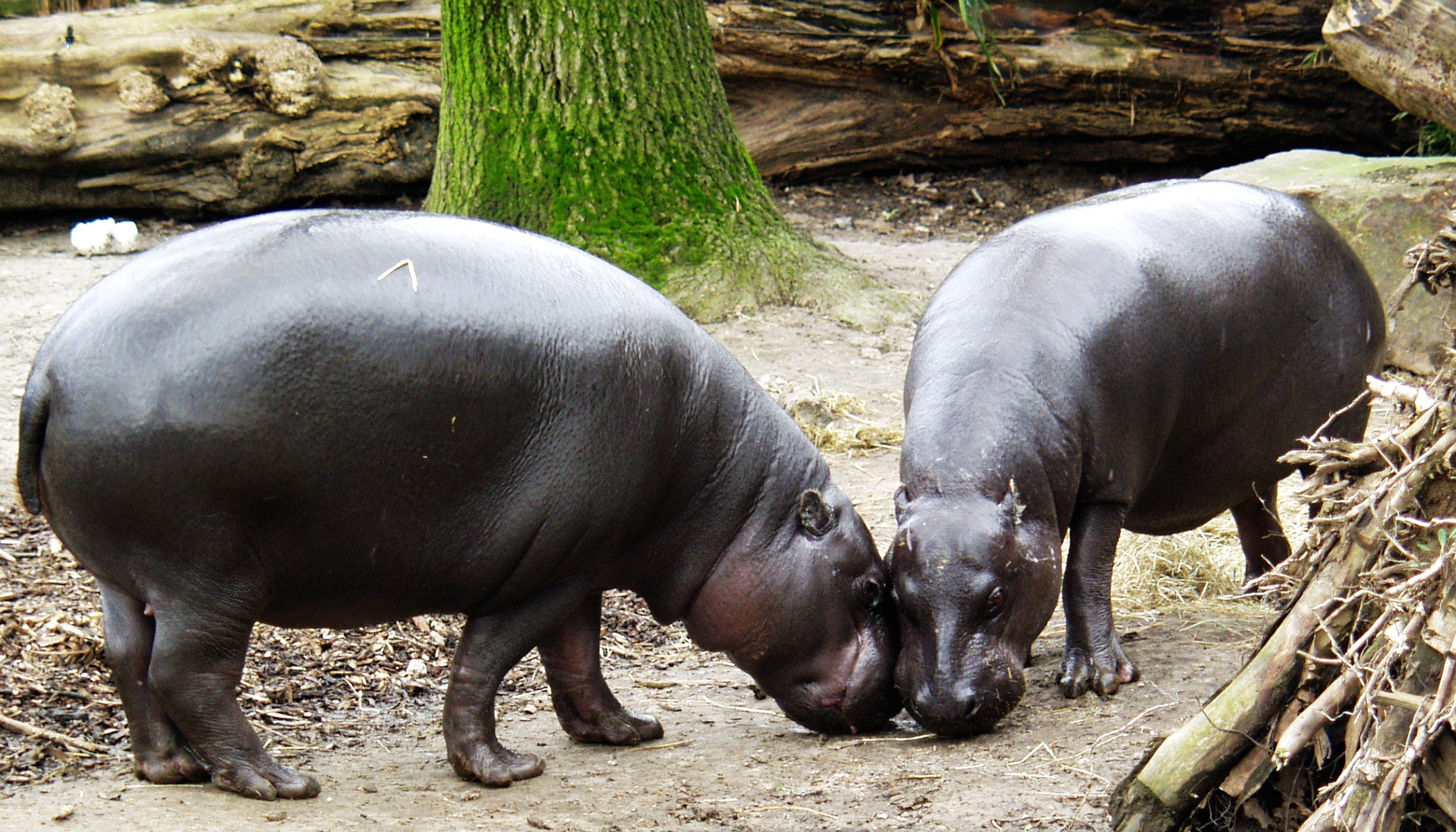

사포 국립공원(Sapo National Park)은 라이베리아 시노에 주에 위치한 국립공원이다. 라이베리아 내에서 가장 큰 우림 보호 지역 이자 유일한 국립공원이며, 이웃 국가 코트디부아르에 있는 타이 국립공원 다음으로 두 번째로 큰 원시 열대 우림이 포함되어 있다.
공원 내에서 농업, 건설, 고기잡이, 사냥, 거주, 벌목은 금지되어 있다.
국제보호협회에 의해서 '세계에서 가장 포유류 다양성이 높은 곳'인 생물다양성 집중지역 어퍼 기니안 포레스트 생태계에 속해 있으며, 세계 자연보호 기금에서 정한 생태 지역 분류 체계에서 웨스턴 기니안 로우랜드 포레스트 생태 지역에 속한다.